# Église de la Descente-du-Saint-Esprit-sur-les-Apôtres de Kragujevac
Pour les articles homonymes, voir Église du Saint-Esprit.
L'église de la Descente-du-Saint-Esprit-sur-les-Apôtres de Kragujevac (en serbe cyrillique : Црква Силаску Светог Духа на апостоле у Крагујевцу ; en serbe latin : Crkva Silasku Svetog Duha na apostole u Kragujevcu) est une église orthodoxe serbe située à Kragujevac et dans le district de Šumadija en Serbie. Elle est inscrite sur la liste des monuments culturels de grande importance de la république de Serbie (identifiant no SK 452).
L'église, également connue sous le nom de « vieille église » (Stara crkva), est classée en même temps que la vieille assemblée ; elle fait également partie de l'ensemble urbanistique du Milošev venac qui, dans la ville de Kragujevac, est inscrit sur la liste des entités spatiales historico-culturelles de grande importance en Serbie (identifiant no PKKC 15).

## Présentation
L'église a été construite entre 1818 et 1820, à l'emplacement d'un ancien cimetière ; Milutin Gođevac, originaire de Bosnie est mentionné comme son principal constructeur. Elle a été fondée par le prince Miloš Obrenović. Sur le parvis de l'église étaient lus et proclamés les édits du sultan ottoman. En 1835, l'assemblée de la Chandeleur y proclama la première constitution serbe. Toutes les réunions de l'Assemblée se sont tenues sur ce parvis jusqu'en 1859, quand fut construit le bâtiment de la vieille assemblée.

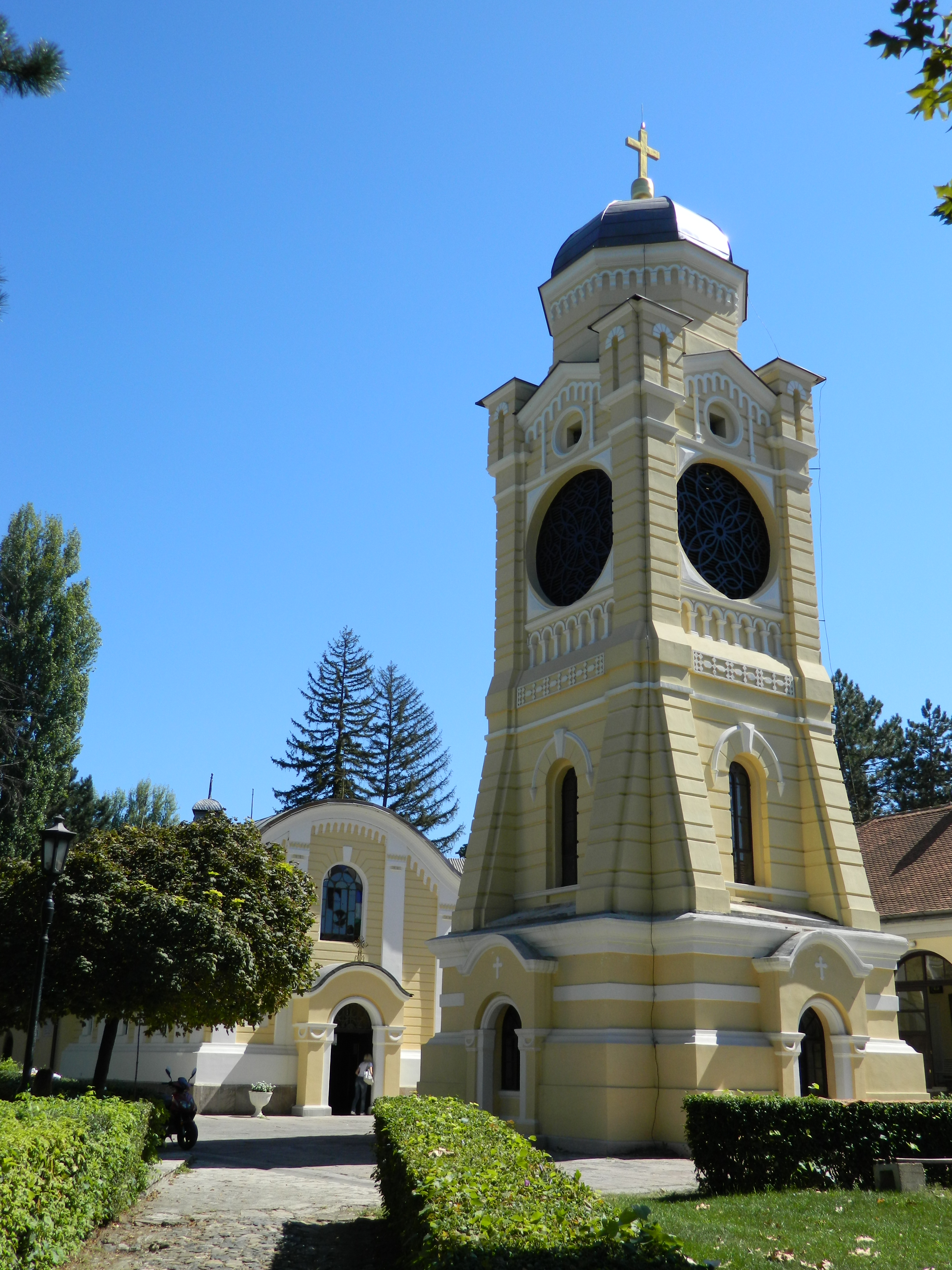
Le clocher
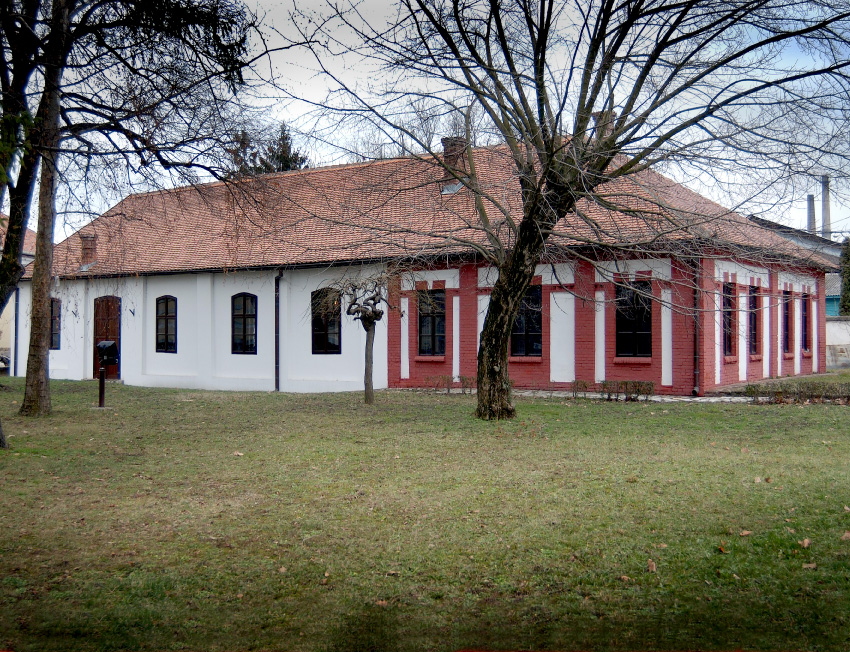
La vieille assemblée à Kragujevac

De plan rectangulaire, l'église est constituée d'une nef unique prolongée par une abside demi-circulaire ; la zone de l'autel est élargie par des absides latérales. Dédiée à la Descente du Saint Esprit, elle a été plusieurs fois remaniée. Des cloches y ont retenti pour la première fois en 1829.
En 1907, l'ancien clocher en bois a été remplacé par un nouveau clocher conçu selon un projet de Jovan Ilkić qui, à l'instar de Svetozar Ivačković et Vladimir Nikolić, était un élève de Theophil Hansen, un représentant de l'art néo-byzantin.

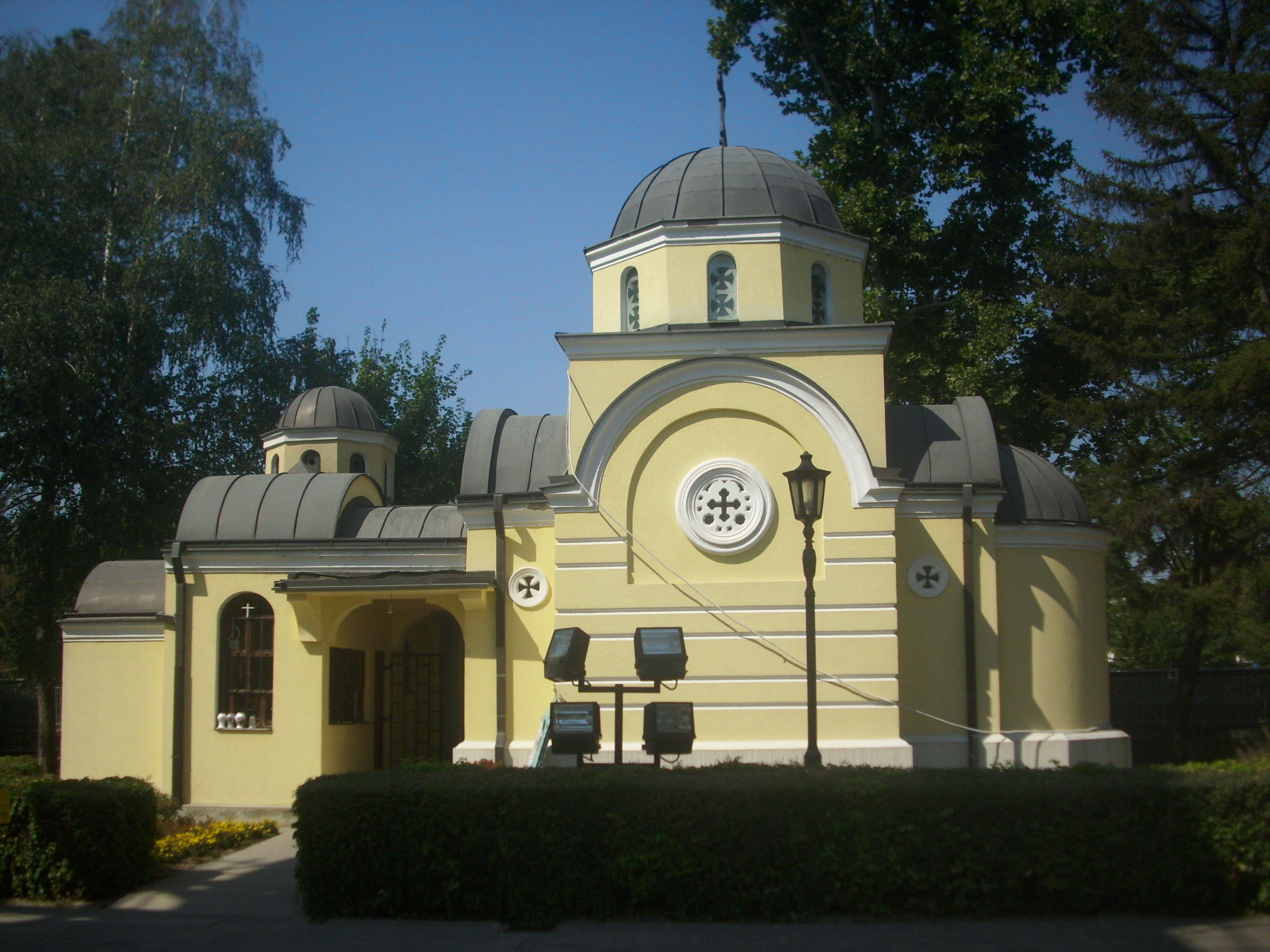
Autre vue de l'église